# Forcepia biceps
Forcepia biceps är en svampdjursart som först beskrevs av Carter 1886.  Forcepia biceps ingår i släktet Forcepia och familjen Coelosphaeridae. Inga underarter finns listade i Catalogue of Life.